# Чистая формальность
«Чистая формальность» или «Простая формальность» (итал. Una pura formalità) — мистико-детективный художественный фильм режиссёра Джузеппе Торнаторе, вышедший на экраны в 1994 году. Принимал участие в основном конкурсе Каннского кинофестиваля 1994 года, в 1995 году получил премию «Давид ди Донателло» за лучшую работу художника (Андреа Крисанти).

## Сюжет
Той ночью в лесу разразилась страшная гроза. Пытаясь спрятаться, писатель Оноф (Депардьё) бежит, не разбирая дороги, как вдруг путь ему преграждают трое полицейских. Его арестовывают и доставляют в участок, где странный полицейский комиссар (Полански), легко цитирующий любые отрывки из романов Онофа, начинает свой необычный допрос. Задушевная беседа то и дело сменяется допросом с пристрастием, а затем вновь переходит в задушевную беседу, а Оноф никак не может понять: в чём его преступление, за что он арестован? И он всё никак не может вспомнить, как он, собственно, оказался в лесу…

## В ролях
- Жерар Депардьё — Оноф
- Роман Полански — комиссар
- Тано Чимароза — служитель
- Серджио Рубини — Андре, молодой полицейский
- Никола ди Пинто — капитан
- Паоло Ломбарди — надзиратель
- Мария Роза Спаньоло — Пола
- Массимо Ванни